# 布拉德·道里夫
布拉德·道里夫（英語：Bradford Claude "Brad" Dourif，1950年3月18日—）是一名美国演员、配音演员，因在鬼娃恰吉系列作品中為恰吉配音而為人熟知。他的其他著名作品有《飛越瘋人院》中所饰演的比利（並因此獲得金球奖和英國電影學院獎，以及奥斯卡最佳男配角奖提名）、《魔戒電影三部曲》中的葛力馬·巧言、《密西西比在燃烧》中的副官克林顿·佩尔、《沙丘》中的 Piter De Vries以及《死木》中的 Doc Cochran（获得艾美奖提名）。